# Lee Kiefer
Lee Kiefer (Cleveland, 15 de junho de 1994) é uma esgrimista norte-americana que conquistou a medalha de ouro individual nas Olimpíadas de 2020 e 2024, juntamente com um título olímpico por equipes em 2024. Nessas conquistas, ela quebrou vários recordes, tornando-se a primeira atleta norte-americana a ganhar uma medalha de ouro no florete individual e a primeira esgrimista do país a conquistar duas medalhas de ouro consecutivas.
Kiefer começou a praticar o esporte em 2000, aos seis anos, depois de assistir seu pai, Steve, competir em um torneio local. Além de sua carreira olímpica, conquistou um título mundial por equipes em 2018, além de várias outras conquistas e recordes, incluindo-se como a primeira esgrimista a conquistar quatro títulos consecutivos nos Jogos Pan-Americanos, além de ser a primeira a vencer dez títulos no Campeonato Pan-Americano em qualquer arma.
Em reconhecimento às suas conquistas esportivas, Kiefer foi nomeada Esgrimista do Ano da Conferência da Costa Atlântica (CCA) em 2015 e 2017, além de ter recebido o Prêmio Walter M. Langford de 2017 por esportividade, liderança e trabalho em equipe. Em 2018, a Universidade de Notre Dame criou o Prêmio Lee Kiefer/Gerek Meinhardt, que é concedido ao esgrimista que se dedica de forma altruísta e humilde durante os treinos. Em 2022, foi incluída no salão da fama da Federação Internacional de Esgrima (FIE).

## Palmarès
Jogos Olímpicos
| Ano  | Local  | Evento              | Posição | Ref.   |
| ---- | ------ | ------------------- | ------- | ------ |
| 2020 | Tóquio | Florete individual  | 1.ª     | [ 13 ] |
| 2024 | Paris  | Florete individual  | 1.ª     | [ 14 ] |
| 2024 | Paris  | Florete por equipes | 1.ª     | [ 15 ] |

Campeonato Mundial
| Ano  | Local     | Evento              | Posição | Ref.   |
| ---- | --------- | ------------------- | ------- | ------ |
| 2018 | Wuxi      | Florete por equipes | 1.ª     | [ 11 ] |
| 2017 | Lípsia    | Florete por equipes | 2.ª     | [ 16 ] |
| 2022 | Cairo     | Florete por equipes | 2.ª     | [ 16 ] |
| 2011 | Catânia   | Florete individual  | 3.ª     | [ 16 ] |
| 2019 | Budapeste | Florete por equipes | 3.ª     | [ 16 ] |
| 2022 | Cairo     | Florete individual  | 3.ª     | [ 16 ] |
| 2023 | Milão     | Florete individual  | 3.ª     | [ 16 ] |

Jogos Pan-Americanos
| Ano  | Local       | Evento              | Posição | Ref.   |
| ---- | ----------- | ------------------- | ------- | ------ |
| 2011 | Guadalajara | Florete individual  | 1.ª     | [ 16 ] |
| 2011 | Guadalajara | Florete por equipes | 1.ª     | [ 16 ] |
| 2015 | Toronto     | Florete individual  | 1.ª     | [ 16 ] |
| 2019 | Lima        | Florete individual  | 1.ª     | [ 16 ] |
| 2019 | Lima        | Florete por equipes | 1.ª     | [ 16 ] |
| 2023 | Santiago    | Florete individual  | 1.ª     | [ 17 ] |
| 2023 | Santiago    | Florete por equipes | 1.ª     | [ 18 ] |
| 2015 | Toronto     | Florete por equipes | 2.ª     | [ 16 ] |